# Alchemilla tianschanica
Alchemilla tianschanica es una especie de planta del género Alchemilla, perteneciente a la familia Rosaceae.

## Taxonomía
Alchemilla tianschanica fue descrita por Serguéi Yuzepchuk en 1941.

## Distribución
Se encuentra en el territorio de Kazajistán, Kirguistán y Uzbekistán.